# Chloroclystis horistes
Chloroclystis horistes là một loài bướm đêm trong họ Geometridae.